# Pseudomystus leiacanthus
Pseudomystus leiacanthus és una espècie de peix de la família dels bàgrids i de l'ordre dels siluriformes.

## Morfologia
Els mascles poden assolir els 6,2 cm de longitud total

## Distribució geogràfica
Es troba des de la península de Malaca fins a Borneo.